# Чернушка проноя
Чернушка проноя (лат. Erebia pronoe) — дневная бабочка из семейства бархатниц, вид рода Erebia. Длина переднего крыла 21—24 мм. Размах крыльев составляет 36—46 мм.

## Этимология латинского названия
Проноя (греческая мифология) — эпитет богини мудрости Афины («провидящая»).

## Ареал
Горы Центральной и Южной Европы. На территории Восточной Европы локально встречается в Татрах (Польша и Словакия) и в Южных Карпатах в Румынии.
Неоднократно приводился для Украинских Карпат (Горганы, Водораздельно-Верховинский хребет — гора Пикуй и Горганы) Однако, соответствующие коллекционные материалы отсутствуют, даже в коллекции Козакевича. Возможно имела место ошибка определения. Вопрос о наличии этого вида на территории Украины остается открытым, но исходя из особенностей распространения и экологии, находки в Украинских Карпатах вполне возможны.
Населяет влажные склоны гор, поросшие злаковыми растениями, на высотах 900—2800 м н.у.м. Наиболее часто встречается вдоль берегов ручьев. Преимущественно населяет альпийский пояс.

## Биология
Время лёта с августа (реже — с конца июля) по начало сентября. Встречается локально и редко. Самки откладывают яйца на кормовые растения гусениц: овсяница овечья, овсяница, мятлик. Гусеницы развиваются с осени по июль (зимуют) на злаках.